# Pyura littoralis
Pyura littoralis is een zakpijpensoort uit de familie van de Pyuridae. De wetenschappelijke naam van de soort is, als Culeolus littoralis, voor het eerst geldig gepubliceerd in 1956 door P. Kott.